# Monticelli Brusati
Monticelli Brusati är en ort och kommun i provinsen Brescia i regionen Lombardiet i Italien. Kommunen hade 4 546 invånare (2018).